# سانتا کاتارینا دو فگو (دماغه سبز)
سانتا کاتارینا دو فگو (پرتغالی: Santa Catarina do Fogo) یک منطقهٔ مسکونی در دماغه سبز است که در جزایر سوتاونتو واقع شده‌است.